# Rokel
Der Rokel, auch Seli, (früher Pamoronkoh) ist der größte Fluss in Sierra Leone. In Anlehnung an den Order of the British Empire wird Sierra Leones auch „Order of the Rokel“ genannt.

## Verlauf
Von seiner Quelle in den Loma Mountains fließt der Rokel 316 Kilometer in südwestlicher Richtung. Dabei durchfließt er den Bumbuna-Stausee und den in Planung befindlichen Yiben Damm. An seiner Mündung bildet er zusammen mit dem Bankasoka (Port Loko Creek), ein größeres Ästuar und heißt ab dort Sierra Leone River. Sierra Leones Hauptstadt Freetown liegt am Eingang dieses Ästuars, ungefähr 40 Kilometer flussabwärts von der Mündung des Rokel und Bankasoka.
Das Rokel-Seli-Einzugsgebiet wird ja nach Quelle mit 7950 bis 8236 Quadratkilometern angegeben.

## Hydrometrie
Die Abflussmenge des Rokel wurde am Bumbuna Damm, bei knapp der Hälfte des Einzugsgebietes in m³/s gemessen.